# New Way to Be Human
New Way to Be Human — второй студийный альбом рок-группы Switchfoot, выпущенный инди-лейблом Rethink 23 марта 1999 года при поддержке Sparrow Records. Лучшими песнями диска стали «New Way to Be Human», «Company Car» и «Only Hope», которые были включены в фильм «Спеши любить» в 2002 году.

## Об альбоме
Песни «Only Hope», «You», «Dare You to Move» и «Learning to Breathe» были использованы в кинофильме Спеши любить.
Сингл «Let That Be Enough» был впоследствии использован в ТВ-фильме Они поменялись местами.
Чарли Пикок, продюсер диска, издал книгу с таким же названием. Введение в неё написал Йон Форман, лидер Switchfoot.

## Список композиций
1. New Way to Be Human — 3:36
2. Incomplete — 4:13
3. Sooner or Later (Soren's Song) — 3:58
4. Company Car — 3:13
5. Let That Be Enough — 2:38
6. Something More (Augustine's Confession) — 4:00
7. Only Hope — 4:13
8. Amy's Song — 4:30
9. I Turn Everything Over — 3:21
10. Under the Floor — 3:55

## Участники записи

### Группа
- Йон Форман — гитара, вокал
- Тим Форман — бас-гитара, бэк-вокал
- Чед Батлер — барабаны, бэк-вокал

### Остальные участники
- Тони Миракл — Analog Synths
- Дэвид Дэвидсон — Скрипка
- Боб Масон — виолончель
- Сэм Левин — бас-кларнет, флейта
- Майк Хайнес — труба
- Марк Доуит — саксофон
- Чарли Пикок - аранжировка

## Видеоклипы
- New Way To Be Human
- Company Car